# Jackie Chan
Jackie Chan (成龍, pinyin mandarin: Chéng Lóng, kantonesiska: Chan Kong-Sang, vilket betyder "född i Hongkong"), född 7 april 1954 på Victoria Peak i Hongkong, är en hongkongsk (kantonesisk) skådespelare, regissör och sångare. Chan är mest känd för sina komiska kampsportsfilmer.

## Biografi
Jackie Chan föddes i Hongkong som son till Charles Chan och Lee-Lee Chan. När Chan föddes arbetade hans föräldrar i den franske ambassadörens hushåll och han växte upp på ambassadområdet i Hongkong. Föräldrarna var mycket fattiga och tvingades låna pengar för att betala för det kejsarsnitt som krävdes för förlossningen. De namngav barnet till Kong-sang som betyder "född i Hongkong" eftersom de flytt från det oroliga fastlands-Kina i samband med det kinesiska inbördeskriget. 
Fadern började tidigt att lära sitt barn Wing Tsun, en sorts kung fu och övade med Chan  tidigt varje morgon. År 1961 fick fadern  arbete som chefskock på den amerikanska ambassaden i Australien. Han beslutade då  att Chan, vid sju års ålder, skulle stanna i Hongkong och skrivas in i en Jingjuskola, också känt som "Pekingopera". I 10 års tid undervisades Jackie Chan, med mycket hård disciplin, i akrobatik, kampsport, skådespeleri och sång. Han träffade sällan sina föräldrar under denna skoltid. Chan var en lovande elev och blev tillsammans med flera andra framtida kollegor inom kampsportsfilmsgenren, bland andra Sammo Hung och Yuen Biao en del av skolans uppvisningstrupp som kallas "De sju små lyckoundren". Truppen turnerade med sina konster. Det var under skoltiden Chan för första gången hamnade på film med flera statist- och småroller.
Vid 18 års ålder utexaminerades Chan från skolan.
Chan dolde under många år för massmedierna sitt förhållande med den taiwanesiska skådespelerskan Lin Feng-Jiao (林鳳娇), med vilken han har sonen Jaycee Chan (även kallad Jo-Ming), född i början av 1980-talet. Chan har också en dotter, Etta Ng Chok Lam, född 1999 utanför äktenskapet av Elaine Ng Yi-Lei.
Jackie Chan är känd för sitt försvar av den kinesiska regimen och i februari 2013 valdes han in i Kinesiska folkets politiskt rådgivande konferens. År 2021 meddelade Jackie Chan att han ville bli medlem i det kinesiska kommunistpartiet.

## Karriär
Efter att Chan utexaminerades från Jingjuskolan fann han inget arbete som jingu-utövare, möjligen på grund av den pågående kulturrevolutionen i Kina undertryckte de traditionella konstformerna. Däremot fanns det ett stort behov av stuntmän i Hongkongs filmindustri, och Chan började därmed sin karriär inom kampsportsfilmen. Karriären  försvårades något av att han inte fått lära sig läsa och skriva i skolan. 
Under denna tid spelade Chan även i en del småroller, bland annat en av sina få roller som skurk i filmen Police Woman (1974). Efter Chans genombrott kom många av dessa filmer att ges ut på nytt och marknadsfördes då som Jackie Chan-filmer trots att han inte hade huvudrollen.
År 1976 var filmindustrin i Hongkong på tillbakagång och arbetstillfällena för Chan minskade. Han tvingades därför att flytta till sina föräldrar i Australien. I Australien hade Chan tillfälliga arbeten som diskare på en restaurang och som byggarbetare. Det var en arbetskamrat på en byggarbetsplats som gav Chan smeknamnet "little Jack" då han hade problem att uttala namnet Kong-sang. Detta övergick sedan till Jackie som fastnade och blev kvar.
Chan är en av de mest kända skådespelare som håller på med kung fu- och actionfilmer. Han är känd för sin akrobatiska slagsmålsstil, komiska träffsäkerhet och användning av olika typer av improviserade vapen. Tidigt i sin karriär lanserades han som efterträdare till Bruce Lee, men kom snart att utveckla en komisk sida i sitt skådespeleri som skilde honom från den, i regel mycket allvarligt spelande, Lee. Jackie Chan är känd för att utföra många av sina stuntscener själv och har på grund av detta ådragit sig många skador genom åren.
Sedan 1980-talet har Chan även en karriär som popsångare i Hongkong och Asien.
Filmen Rumble in the Bronx blev Chans stora genombrott i USA; innan dess sålde hans filmer mest i Asien och Europa.

## Jackie Chan och Unicef
När Chan var i Berlin i Tyskland 2003 och filmade Jorden runt på 80 dagar upptäckte han Buddy Bär. Han blev nyfiken på de färgglada björnarna och fick reda på att björnarna var Berlinborna Klaus och Eva Herlitz idé. Han fick veta att de var avsedda att bära ett budskap som även han hade arbetat hårt för att förmedla: "vi måste leva tillsammans i harmoni och fred".[källa behövs] Han fick också reda på att Buddy Bär samlade in pengar för Unicef. Chan fastnade för Buddy Bär och engagerade sig i att föra the United Circle of Buddy Bears till Hongkong år 2004.

## Filmografi (i urval)
- 1974 – Police Woman
- 1976 – Hand of Death
- 1977 – The 36 Crazy Fists
- 1978 – Snake in Eagle's Shadow
- 1978 – Drunken Master
- 1979 – The Fearless Hyena
- 1980 – Battle creek brawl
- 1981 – Mitt i plåten!
- 1983 – Fearless Hyena part II
- 1983 – Projekt A - Piratpatrullen
- 1983 – Winners and sinners
- 1984 – Wheels on Meals
- 1985 – Winners and sinners 2
- 1985 – Winners and sinners 3
- 1985 – Heart of Dragon
- 1985 – Police Story
- 1986 – Project A 2
- 1987 – Armour of God
- 1987 – Dragons Forever
- 1988 – Police Story 2
- 1989 – Miracles: Mr. Canton and Lady Rose
- 1990 – Armour of God II: Operation Condor
- 1991 – Island on Fire
- 1991 – Twin Dragons
- 1992 – Police Story III: Supercop
- 1993 – Crime Story
- 1994 – Drunken Master II
- 1995 – Rumble in the Bronx
- 1995 – Thunderbolt
- 1996 – Police Story IV: First Strike
- 1997 – Mr. Nice Guy
- 1998 – Who Am I?
- 1998 – Rush Hour
- 1999 – Gorgeous
- 2000 – Shanghai Noon
- 2001 – Rush Hour 2
- 2001 – The Accidental Spy
- 2002 – The Tuxedo
- 2003 – Shanghai Knights
- 2003 – Medallion
- 2003 – The Twins Effect
- 2004 – Jorden runt på 80 dagar
- 2004 – The Twins Effect II
- 2004 – New Police Story
- 2005 – The Myth
- 2006 – Rob-B Hood
- 2007 – Rush Hour 3
- 2008 – Kung Fu Panda (röst)
- 2008 – The Forbidden Kingdom
- 2009 – Shinjuku Incident
- 2009 – The Founding of a Republic
- 2010 – The Karate Kid
- 2010 – The Legend of Silk Boy (röst)
- 2010 – The Spy Next Door
- 2011 – Shaolin
- 2011 – 1911
- 2011 – Kung Fu Panda 2 (röst)
- 2012 – Chinese Zodiac
- 2013 – Police Story 2013
- 2015 – Dragon Blade
- 2015 – Skiptrace
- 2015 – Kung Fu Panda 3 (röst)
- 2017 - The Foreigner
- 2017 - The Lego Ninjago Movie (röst)
- 2023 - Teenage Mutant Ninja Turtles: Mutant Mayhem (röst)
- 2024 – The Karate Kid